# Championnat des Îles Turques-et-Caïques de football 2014
Navigation
Édition précédente Édition suivante
La saison 2014 du championnat des Îles Turques-et-Caïques de football est la seizième édition de la WIV Provo Premier League, le championnat de première division des Îles Turques-et-Caïques.
Le Cheshire Hall FC, tenant du titre, fait face aux six meilleures équipes du pays. C'est l'AFC Academy qui termine en tête du championnat et remporte son deuxième titre de champion des Îles Turques-et-Caïques.

## Les équipes participantes
| \| Providenciales : AFC Academy Beaches FC Cheshire Hall Rozo FC SWA Sharks Trailblazers FC Providenciales \| Localisation des équipes engagées. |
| Providenciales : AFC Academy Beaches FC Cheshire Hall Rozo FC SWA Sharks Trailblazers FC Providenciales                                          |

| Équipe          | Classement 2013 | Ville (île)                                      | Stade                  |
| --------------- | --------------- | ------------------------------------------------ | ---------------------- |
| Cheshire Hall   | Champion        | Cheshire Hall and Richmond Hill (Providenciales) | TCIFA National Academy |
| Rozo FC         | 2e              | (Providenciales)                                 | TCIFA National Academy |
| SWA Sharks      | 3e              | Grace Bay (Providenciales)                       | TCIFA National Academy |
| AFC Academy     | 4e              | Providenciales (Providenciales)                  | TCIFA National Academy |
| Teachers FC     | 5e              |                                                  |                        |
| Beaches FC      | Nouvelle équipe | Venetian Road (Providenciales)                   | TCIFA National Academy |
| Trailblazers FC | Nouvelle équipe | (Providenciales)                                 | TCIFA National Academy |

Légende des couleurs
- Tenant du titre
- Nouvelle équipe

## Compétition

### Classement
Le barème de points servant à établir le classement se décompose ainsi :
- Victoire : 3 points
- Match nul : 1 point
- Défaite : 0 point

| Rang | Équipe              | Pts | J  | G  | N | P | Bp | Bc | Diff |
| ---- | ------------------- | --- | -- | -- | - | - | -- | -- | ---- |
| 1    | AFC Academy         | 30  | 12 | 10 | 0 | 2 | 42 | 19 | +23  |
| 2    | Cheshire Hall T     | 28  | 12 | 9  | 1 | 2 | 48 | 19 | +29  |
| 3    | Rozo FC             | 22  | 12 | 7  | 1 | 4 | 34 | 19 | +15  |
| 4    | SWA Sharks          | 19  | 12 | 6  | 1 | 5 | 23 | 24 | -1   |
| 5    | Beaches FC (N)      | 11  | 12 | 3  | 2 | 7 | 22 | 24 | -2   |
| 6    | Trailblazers FC (N) | 7   | 12 | 2  | 1 | 9 | 20 | 58 | -38  |
| 7    | Teachers FC         | 5   | 12 | 1  | 2 | 9 | 18 | 44 | -26  |

|  | Champion des Îles Turques-et-Caïques 2014 |
|  | T : Tenant du titre (N) : Nouvelle équipe |

### Résultats
| Résultats (▼dom., ►ext.)                                   | ACA | BEA | CHE | ROZ  | SWA | TEA | TRA  |
| AFC Academy                                                |     | 2-0 | 3-2 | 3-1  | 6-2 | 7-1 | 6-1  |
| Beaches FC                                                 | 2-3 |     | 0-3 | 2-4  | 0-1 | 1-1 | 2-0  |
| Cheshire Hall                                              | 1-4 | 3-1 |     | 11-1 | 4-2 | 5-2 | 11-1 |
| Rozo FC                                                    | 2-3 | 4-2 | 2-2 |      | 3-0 | 1-0 | 3-1  |
| SWA Sharks                                                 | 4-2 | 0-3 | 1-0 | 2-1  |     | 2-1 | 1-2  |
| Teachers FC                                                | 0-1 | 2-2 | 2-5 | 1-6  | 0-6 |     | 5-4  |
| Trailblazers FC                                            | 2-3 | 1-7 | 1-9 | 1-6  | 2-2 | 4-3 |      |
| - Victoire à domicile - Match nul - Victoire à l'extérieur |     |     |     |      |     |     |      |

## Bilan de la saison
| Championnat des Îles Turques-et-Caïques de football 2014 |                        |
| Champion                                                 | AFC Academy (2e titre) |
| Dauphin                                                  | Cheshire Hall FC       |
| Qualifications continentales                             |                        |
| CFU Club Championship 2015                               | Aucun inscrit          |